# 御物本源氏物語
御物本源氏物語（ぎょぶつほんげんじものがたり）とは、鎌倉時代中期に書かれた源氏物語の写本である。

## 概要
「御物本」とは、代々の天皇に伝えられてきた天皇の所有物（御物）であることを意味している。実際に保管されているのが京都の京都御所内にある東山御文庫であるため「東山御文庫本」や「東山文庫本」とも、また当時のさまざまな著名な人物によって書かれた巻々を取り合わせた写本であるため「各筆源氏」とも呼ばれる。源氏物語大成には写本記号「御」として採用されている。すべて鎌倉時代中期の書写であり、現在は巻により多少寸法の相違はあるものの、全帖にわたって同じ胡蝶装の表紙をつけられているが、最初から現在のような組み合わせでの一組の写本にするために書かれたのかは不明であり、もともと別の組み合わせの写本のそれぞれ一部であったものをある時期に取り合わせたものである可能性も唱えられている。

## 本文
本写本の本文は、巻によって以下のような異なる本文系統を持つ、典型的な「取り合わせ本」になっている。
- 青表紙本の本文を持つものが20巻
- 河内本の本文を持つものが22巻
- 別本の本文を持つものが12巻

このうち別本の本文の中には青表紙本に近い別本や河内本に近い別本があるほか青表紙本とも河内本とも大きく異なるものもあり、青表紙本や河内本が成立する以前のいわゆる「古伝本系別本」が含まれていると考えられている。

## 影印本・翻刻本
- 日本古典文学会監修『御物各筆源氏』貴重本刊行会、1986年12月。
- 阿部秋生・秋山虔・池田利夫『東山御文庫蔵源氏物語（各筆源氏）解題』貴重本刊行会、1986年12月。